# Cimeira de Bucareste de 2008
A Cimeira de Bucareste de 2008 (português europeu) ou Cúpula de Bucareste de 2008 (português brasileiro), também referida como 20ª Cimeira da NATO (português europeu) ou 20ª Reunião de Cúpula da OTAN (português brasileiro), foi uma reunião dos chefes de governo dos estados membros da  Organização do Tratado do Atlântico Norte organizada em Bucareste, Roménia, entre os dias 2 e 4 de abril de 2008. 
O principal tema do encontro foi a controvertida ampliação da aliança militar, nos termos preconizados pelo Plano de Ação para Adesão (MAP, do nome em inglês), adotado em 1999, na 16ª Cúpula da OTAN, em Washington, como parte da política de expansão da Organização. Alemanha, França, Itália, Bélgica,  Luxemburgo e Países Baixos eram contra a inclusão da Ucrânia e da Geórgia, dentro do processo MAP. Sobre a Ucrânia, o argumento era de que a pretensão do governo ucraniano ia de encontro à vontade da maioria da população, que simpatizava com a Rússia, não desejando nenhuma aproximação com a OTAN. Alguns dias antes, milhares de manifestantes haviam protestado contra a Aliança Transatlântica, na Ucrânia.  
No tocante à Geórgia, os motivos de oposição ao ingresso eram diferentes: embora a maioria da população aprovasse a aproximação com a Aliança, o próprio país enfrentava problemas com as ambições separatistas das regiões da Ossétia e da Abkházia. O ingresso dos dois países foi defendido, no entanto, pelos Estados Unidos e explicitamente apoiado pelo presidente George W. Bush, pouco antes do início da cúpula. Vladimir Putin, presidente da Rússia (antiga líder do extinto Pacto de Varsóvia, a aliança militar rival da OTAN, nos tempos da Guerra Fria) participou da cúpula, na condição de convidado, chegando no segundo dia (3 de abril) para as conversações bilaterais NATO-Rússia. Putin também manifestou-se contra a entrada das duas ex-repúblicas soviéticas na Aliança Atlântica. 
Em razão das divergências entre os EUA e a Rússia, os membros da Aliança decidiram que os pedidos de adesão da Geórgia e da Ucrânia seriam reexaminados em dezembro de 2008.  Ainda durante a reunião, foram discutidos os planos da União Europeia de implantar defesas antimísseis na Polónia e na República Checa - aos quais a Rússia igualmente se opôs. 
A então República da Macedónia também não foi convidada a aderir em consequência da disputa do nome "Macedônia" com a Grécia. Por diversas vezes a Grécia já havia ameaçado vetar a adesão da Macedónia à NATO, em razão dessa longa disputa. Atenas argumentava que o uso da denominação "Macedónia" implicaria pretensões de anexação da região grega adjacente da Macedónia. Skopje refutou essa alegação, citando emendas constitucionais que excluíam "pretensões territoriais". Mas Atenas argumentou que, embora Skopje negue, oficialmente, ter ambições territoriais, na prática aconteciam numerosas provocações irredentistas por parte de altos funcionários do governo, em livros escolares e outras publicações governamentais. Mapas divulgados por grupos nacionalistas da Antiga República Iugoslava da Macedônia (FYROM) exibiam partes da Grécia (incluindo Salónica, na Grécia) como sendo futuros integrantes do estado macedônio. Além disso, poucos dias antes da cimeira de Bucareste, apareceram cartazes, nas ruas de Skopje, nos quais a cruz branca da bandeira grega fora substituída pela cruz suástica - o que levou a vigorosos protestos e à condenação do próprio governo da FYROM, que se dissociou dos manifestantes. Afinal, representantes da NATO disseram que o país poderia iniciar conversações sobre sua adesão à aliança, tão logo fosse resolvida a querela com a Grécia.
Na mesma reunião, a Croácia e a Albânia foram convidadas a aderir à Aliança. 

## Programação (ordem dos trabalhos)
- A capacidade da NATO
- As tensões no relacionamento NATO-Rússia (3 e 4 de Abril)
- Segurança
- Parceria UE-NATO
- Segurança energética
- Estabilidade dos Balcãs Ocidentais
- A missão no Afeganistão (2 e 3 de Abril)
- Expansão da NATO (Albânia, Croácia e Macedónia)
- Plano de Acção da adesão á NATO (Geórgia e na Ucrânia) (4 de Abril)